# Фридрих (князь Чехии)
Фридрих или Бедржих (чеш. Bedřich) — князь Оломоуца (1162—1173), князь Брненский, маркграф Моравии и князь Чехии (1172—1173 и 1178—1189) из династии Пржемысловичей. Сын князя Владислава II и его первой жены, Гертруды фон Бабенберг, дочери маркграфа Австрии Леопольда III Святого и Агнессы фон Вайблинген.

## Биография
Отец Фридриха, князь Владислав II, будучи последовательным союзником императора Фридриха I Барбароссы, неоднократно отправлял свои войска для участия в итальянских походах императора в 1161, 1162 и 1167 годах, возглавляли которые брат Владислава — Депольт и старший сын, Фридрих.
В 1172 году Владислав II, желая обеспечить преемственность правления, отрёкся от княжеского престола в пользу своего старшего сына Фридриха и удалился в Страговский монастырь. Однако уже в 1173 году император Фридрих I Барбаросса вмешался в чешские дела и, вызвав Фридриха к себе, сместил его, поставив правителем Чехии Ольдржиха, сына Собеслава I, который (с согласия императора) сразу же отрёкся в пользу своего старшего брата — Собеслава II. Одновременно император отобрал у правителей Чехии право на наследственный королевский титул, переданное в своё время Владиславу II. В результате Фридрих остался при дворе Барбароссы, а Владислав II со второй женой и младшими детьми бежал в Тюрингию, где жили родственники его жены.
Когда в 1178 году Собеслав II теряет расположение императора, Фридрих начинает войну за престол. Он нанимает в Германии наёмников и вторгается в Чехию при поддержке Конрада II Зноемского (Ота) и нового герцога Австрии Леопольда V. Лишённый поддержки императора и знати, Собеслав бежал, а Фридрих снова был провозглашён правителем Чехии. В этой войне Фридриха активно поддерживал младший брат, Пржемысл Отакар, получивший за это в награду Оломоуцкое княжество в Моравии, где представлял интересы брата. В 1179 году Собеслав попытался воспользоваться отсутствием Фридриха, который отбыл по призыву императора в Швабию, но снова потерпел поражение.
В то же время в Моравии утвердился Конрад II, который к 1180 году смог объединить в своих руках 3 моравских княжества (Зноемское, Брненское и Оломоуцкое) и стремился добиться независимости от Праги. В результате восстания в 1182 году Фридрих был изгнан, и на его место был выбран Конрад II, который также выгнал из Оломоуца Пржемысла Отакара. Фридрих обратился за помощью к императору Фридриху Барбароссе, который с целью усиления позиции Священной Римской империи в Чехии восстановил его на престоле, а Конраду даровал титул маркграфа Моравии и независимость от князя Чехии.
В 1185 году войска Фридриха под командованием Пржемысла Отакара вторглись в Моравию с целью вернуть её под управление Чехии. В окрестностях Зноймо произошло сражение с моравской армией, в которой с существенными потерями победил Пржемысл.
Отакар был вынужден прекратить поход, результатом которого стал подписанный в 1186 году договор в Книне (Пршибрамский район), согласно которому Конрад Ота сохранял титул маркграфа, но признавал верховенство чешского князя и становился преемником Фридриха. После завершения войны с Конрадом Фридриху пришлось решать спор с двоюродным братом, племянником Владислава II, пражским епископом Генрихом Бржетиславом. Вмешавшийся снова император даровал епископам Праги ряд привилегий и признал их независимость от чешского правителя, тем самым ещё более ослабив власть князей.
Известно, что незадолго до своей смерти князь Фридрих собирал войска в поддержку Барбароссы для участия в Третьем крестовом походе, однако принять участия в нём не успел. Фридрих умер 25 марта 1189 года.

## Семья и дети
Фридрих был женат на Эржебет (чеш. Alžběta Uherská, ум. 12 января 1189 года) из династии Арпадов, дочери короля Венгрии Гезы II. У Фридриха и Эржебет было шестеро детей (сын и пятеро дочерей):
- Вратислав (чеш. Vratislav), умер в 1180 году.
- София (чеш. Žofie Přemyslovna), в 1186 году вышла замуж за Альбрехта I, который в 1190 году стал маркграфом Мейсена. Была отравлена в 1195 году, через 4 недели после того, как был отравлен Альбрехт[11].
- Елена (чеш. Helena, в Византии носила имя — Eirene), в 1164 году стала женой одного из византийских аристократов из рода Петралифов (Petraphoilas-Komnenos)[12]
- Ольга (чеш. Olga, ум. ок. 1163 года).
- Маркета или Маргарита (чеш. Markéta, ум. ок. 1183 года).
- Людмила (чеш. Ludmila Přemyslovna), герцогиня Баварии. Была замужем дважды. С 1189 года за Альбрехтом III (чеш. Albrecht III. z Bogenu, ум. 1198) из династии Бабенбергов[13] и с 1204 года за Людвигом I Кельгеймским, герцогом Баварии и правителем Курпфальца[14].